# Robert Stodart
Robert Stodart (* 1748; † 1831) war ein englischer Klavierbauer und Gründer des Klavierherstellers Stodart sowie ein Erfinder und Entwickler der frühen englischen Klaviertechnik.

## Leben
Stodart war Lehrling in den Werkstätten von Burkat Shudi und arbeitete dann als Klavierstimmer für Shudi und dessen Schwiegersohn und Unternehmensnachfolger John Broadwood. 
Stodart gründete seinen eigenen Klavierbaubetrieb um 1775/76 herum in der Londoner Wardour Street. Im Jahr nach der Gründung erhielt er ein Patent für ein Schwellpedal zur Lautstärkeveränderung und ein weiteres Patent für ein Pedal zur Umschaltung zwischen Klavier- und Cembalo-Mechanik im selben Instrument.
1788 erweiterte Stodart seine Werkstatt, indem er das Nachbargebäude zusätzlich übernahm. 1796 übernahm Thomas Sheraton eines der beiden Fertigungsgebäude.
Roberts Sohn William schloss sich seinem Vater um 1787 an, die Firma nannte sich zu jener Zeit ausweislich der Tastenklappen der Instrumente „Robertus Stodart et Co.“  William wurde voller Geschäftspartner um 1790 herum, und das Jahr 1794 sah ihn zusammen mit Matthew Stodart, hochwahrscheinlich sein Bruder. Sie gaben 1795 ihre Adresse unter „Golden Square“ an. 
Im selben Jahr präsentierte Wiliam Stodart ein Möbelschrank-Hochklavier mit Buchablagefächern. Der Gründer Robert Stodart zog sich um 1795 oder 1796 altershalber zurück. 

## Weitere Unternehmensgeschichte
Stodart erhielt um 1807 herum eine königliche Empfehlung; ein Klavier aus jener Zeit zeigt in der Tastenklappe die Inschrift „Makers to Her Majesties and Royal Family“.
Die Brüder Stodart wurden noch um 1822 als Partner aufgeführt 1821 waren sie an den Anschriften 1 Golden Square und 27 Berners Street zu finden, 1824 kam noch die Anschrift 401 Strand hinzu. 
Irgendwann in den 1830er Jahren wechselte die Firmierung. William Stodart tauchte zunächst allein auf, 1838 nahm er dann seinen Sohn Malcom als Partner auf. Die Firmierung war „William Stodart & Son“ mit den Anschriften 1 Golden Square und 57 Well Street.  
1820 wurde von den Stodart-Mitarbeitern William Allen und James Thom der Kompensationsrahmen erfunden, um die bei Temperaturveränderungen zwischen dem Holz der Klavierraste und den stählernen Saiten auftretenden Längen- und Spannungsunterschiede und die daraus folgenden Probleme der Stimmhaltung auszugleichen. Diese Rahmenkonstruktion fand bei Stodart-Klavieren bis in die 1850er Jahre Verwendung.
In der Eric Feller Collection befinden sich zwei frühe Hammerflügel mit diesem Kompensationsrahmen.